# Dactylopodola
Dactylopodola is een geslacht van buikharigen uit de familie van de Dactylopodolidae. De wetenschappelijke naam van het geslacht soort werd voor het eerst geldig gepubliceerd in 1929 door Strand.

## Soorten
- Dactylopodola australiensis Hochberg, 2003
- Dactylopodola axi Gilsa, Kieneke, Hochberg & Schmidt-Rhaesa, 2014
- Dactylopodola baltica (Remane, 1926)
- Dactylopodola cornuta (Swedmark, 1956)
- Dactylopodola deminuitubulata Gilsa, Kieneke, Hochberg & Schmidt-Rhaesa, 2014
- Dactylopodola indica (Rao & Ganapati, 1968)
- Dactylopodola mesotyphle Hummon, Todaro, Tongiorgi & Balsamo, 1998
- Dactylopodola nadine Todaro, Perissinotto & Bownes, 2015
- Dactylopodola roscovita (Swedmark, 1967)
- Dactylopodola todaroi Garraffoni, Di Domenico & Hochberg, 2017
- Dactylopodola typhle (Remane, 1927)

### Taxon inquirendum
- Dactylopodola weilli (d'Hondt, 1965)

### Synoniemen
- Dactylopodola agadasis Hochberg, 2003 => Anandrodasys agadasys (Hochberg, 2003)
- Dactylopodola agadasys Hochberg, 2003 => Anandrodasys agadasys (Hochberg, 2003)
- Dactylopodola agadysis Hochberg, 2003=> Dactylopodola agadasys Hochberg, 2003 => Anandrodasys agadasys (Hochberg, 2003)
- Dactylopodola brevis d'Hondt & Balsamo, 2009 => Dactylopodola cornuta (Swedmark, 1956)